# 杨兰史
杨兰史（1907年—1938年10月17日），原名衍祥，又名斯、兰谱、芝祥，男，广东大埔人，中国革命家，曾任中央军委无线电学校政治委员，延安抗日军政大学教授。